# National Black Feminist Organization
La National Black Feminist Organization (NBFO), en català traduïble com organització feminista negra nacional, fundada l'any 1973. Aquest grup ha treballat específicament sobre els problemes de les dones afro-descendents als Estats Units. entre les seves fundadores hi ha Michele Wallace, Faith Ringgold, Doris Wright i Margaret Sloan-Hunter. Estaven instal·lades als locals novaiorquesos de la National Organization for Women (Organització nacional per les dones). Segons Wallace, una de les autores que va contribuir a l'antologia de "Totes les dones són blanques, tots els negres són homes, però algunes d'entre nosaltres són valentes : estudis sobre les dones negres", Wright "va fer una crida per a debatre per primera vegada sobre les dones negres i la seva relació amb el moviment feminista».

## Història
La Nacional Black Feminist Organization és una de les dues primeres organitzacions creades al si del moviment feminista negre o afroamericà als Estats Units. Reflectia clarament els objectius anunciats en la declaració del col·lectiu Combahee River, que es va desenvolupar al mateix moment per algunes d'aquestes mateixes dones. En 1973, la declaració d'intencions de la NBFO establia que l'organització havia de crear-se «per interessar-nos sobre les necessitats particulars i específiques de la meitat més important, però la més discriminada, de la raça negra als Estats Units, la dona negra. »
Membres de la NBFO com Florynce Kennedy i de tantes altres que provenien del moviment dels drets civils/Black Power o del moviment feminista. Moltes d'elles no se sentien completament acceptades en aquests moviments. Estimaven que les dones blanques que dominaven el moviment feminista havien interioritzat el racisme, el pensament de supremacia blanca i que molt eren culpables d'una discriminació racial manifesta. Les dones negres actives en el Moviment pels drets civils no es trobaven en millor posició: la seva influència era sovint ignorada, minimitzada o qüestionada. S'esperava que les seves necessitats es subordinessin a les dels homes en el Moviment i les seves tasques quedaven relegades a tasques de poca importància. Les lesbianes van haver d'afrontar l'homofòbia i la lesbofòbia, actituds àmpliament manifestes en els dos moviments.

## Esdeveniments importants

### Primera conferència regional (del 30 de novembre al 2 de desembre 1973)
400 dones van assistir a la primera conferència regional de la NBFO a la Catedral Saint John the Divine Aquesta data és important perquè és en aquest moment que deu seccions locals van ser creades. Aquestes deu seccions van continuar estenent-se a altres regions dels Estats Units, reforçant l'èxit de la NBFO.

### Creació del Col·lectiu Combahee River l'any 1974
La secció local de Boston de la NBFO abandonà l'organització principal per formar el Col·lectiu Combahee River i treballar en un grup més petit, amb l'objectiu d'abordar més eficaçment qüestions com la sexualitat i el desenvolupament econòmic.

## Influència
El grup, avui desaparegut, va cessar les seves activitats a escala nacional l'any 1975, i l'última secció local tancà el 1980. En la seva obra sobre la història del feminisme, Daring to Be Bad: Radical Feminism in America, 1967-1975, la crítica cultural Alice Echols cita la prova d'E. Frances White titulat Listening to the Voices of Black Feminism: "algunes persones atribueixen el fracàs de la National Black Feminist Organization a la seva incapacitat a arribar a un consens realitzable al voltant del que hauria pogut ser una política feminista negra. » Després de la dissolució de la NBFO l'any 1975, Brenda Eichelberger va continuar la seva militància amb la secció local de Chicago creant l'Aliança nacional de feministes negres (Nacional Alliance of Black Feminists) l'any 1976. La nova organització va treballar per portar més lluny l'objectiu de realitzar la igualtat completa per les dones negres acceptant la diversitat dels seus membres. Va tenir una gran expansió amb una forta base social i fou activa fins al 1997.